# Marion Pauw

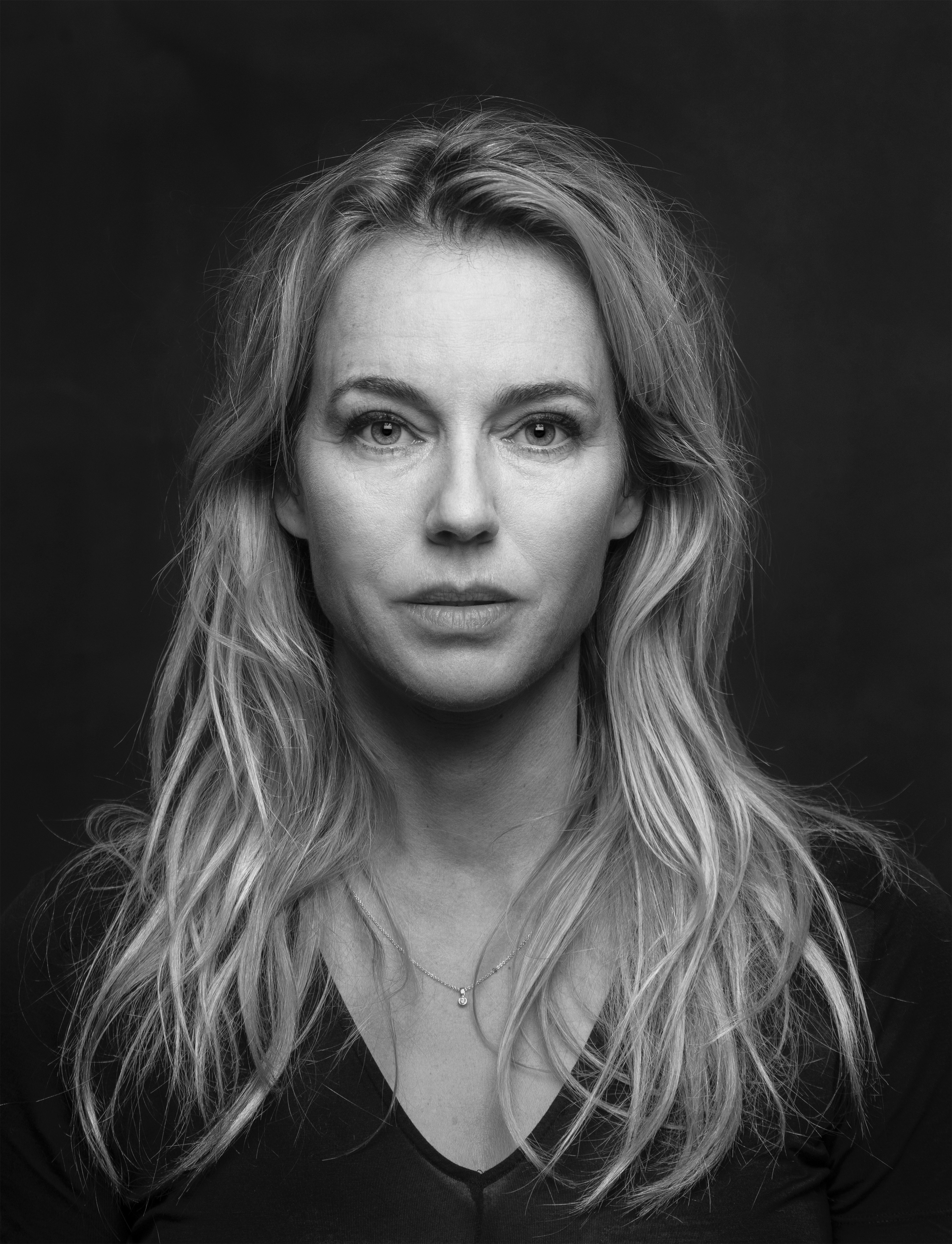
Marion Pauw

Marion Pauw (* 19. August 1973 in Tasmanien, Australien) ist eine niederländische Schriftstellerin.

## Leben
Marion Pauw wurde in Australien geboren, bevor sie im Alter von sechs Jahren in die Niederlande übersiedelte. Sie lebte eine Zeit lang in der Karibik, wo sie als Journalistin der in Curaçao verlegten Tageszeitung Dagblad Amigoe war. Als Kolumnistin war sie beim niederländischen Magazin Flair tätig.
Mit dem Thriller Villa Serena debütierte Pauw 2005 als Schriftstellerin. Mit ihrem dritten Roman Daglicht gewann sie 2009 mit Gouden Strop den bedeutendsten niederländischen Preis für Kriminalliteratur. Das Buch verkaufte sich über 100.000 und wurde 2010 von Heyne Verlag unter dem Titel Blutige Asche verlegt. Die Geschichte um eine alleinerziehende Mutter und einem autistischen Jungen mit Asperger-Syndrom wurde 2013 unter dem gleichnamigen Titel von Diederik Van Rooijen verfilmt.

## Werke
- Villa Serena (2005)
- Drift (2006)
- Daglicht (2008)
  - Blutige Asche, München 2010, Heyne Verlag, 383 Seiten, ISBN 978-3-453-40737-4
- Zondaarskind (2009)
- Jetset (2010)
- Gulzig (2012)
- Zonde en berouw (2012)
- De Wilden (2013)
- We moeten je iets vertellen (2015)